# 卡特賴特鎮區 (伊利諾伊州桑加蒙縣)
卡特賴特鎮區（英語：Cartwright Township）是位於美國伊利諾伊州桑加蒙縣的一個行政鎮區。

## 地方資料
根據2010年美國人口普查的數據，卡特賴特鎮區的面積為186.60平方千米，當中陸地面積為186.50平方千米，而水域面積為0.10平方千米。當地共有人口1470人，而人口密度為每平方千米7.88人。